# Thomas Gertler
Thomas Gertler SJ (* 2. September 1948 in Dingelstädt) ist ein deutscher katholischer Theologe und ehemaliger Rektor des Kollegs Sankt Georgen in Frankfurt am Main.

## Leben
Thomas Gertler wuchs als Sohn eines Arztes in Heiligenstadt im Eichsfeld auf. Nach dem Abitur trat er im Jahr 1967 in Erfurt in den Jesuitenorden ein und studierte Theologie. 1976 wurde er zum Priester geweiht und war in der Folgezeit unter anderem Studentenpfarrer in Leipzig und Novizenmeister seines Ordens. Mit einer Arbeit über die Christologie des Zweiten Vatikanischen Konzils wurde er 1986 promoviert und lehrte Dogmatik am Priesterseminar Erfurt.
Von 1995 bis 2004 war Pater Gertler Regens des Priesterseminars Sankt Georgen und leitete anschließend bis Februar 2009 als Rektor das Kolleg Sankt Georgen, das aus dem Priesterseminar und der Philosophisch-Theologischen Hochschule besteht.
Ab 2009 lebte Gertler in Augsburg und war als kirchlicher Assistent für die Gemeinschaft Christlichen Lebens tätig. Seit 2012 gehört er außerdem dem Online-Seelsorgeteam der deutschen Jesuiten an. Von 2019 bis 2022 war er Oberer der Jesuitenkommunität in Göttingen. Seit 2022 ist er Oberer in Frankfurt am Main.

## Veröffentlichungen
- Jesus Christus – die Antwort der Kirche auf die Frage nach dem Menschsein (Dissertation), Erfurter theologische Studien, Bd. 52 Leipzig 1986, ISBN 3-7462-0036-9
- Brich auf, Abraham!, Sankt Georgener Predigten, Heft 11, Frankfurt 2005
- Zur größeren Ehre Gottes – Ignatius von Loyola neu entdeckt für die Theologie der Gegenwart (Hrsg.), Freiburg/Breisgau 2006, ISBN 978-3-451-28944-6
- Bundestheologie und Religionsfreiheit – Religion und Gemeinwesen in Nordamerika und Deutschland, Religion in der Moderne, Bd. 19, Würzburg 2009, ISBN 978-3-429-03087-2